# كاو يينغ
كاو يينغ (بالصينية: 曹英) (من مواليد 23 نوفمبر 1974 في تشانغشا، خونان) هي رامية صينية شاركت في الألعاب الأولمبية الصيفية 2000 و2004.
| النتائج الأولمبية | النتائج الأولمبية | النتائج الأولمبية |
| الحدث             | 2000              | 2004              |
| ----------------- | ----------------- | ----------------- |
| 25 متر مسدس       | العشرون 575       | العاشرة 578       |

## وصلات خارجية
- كاو يينغ على موقع أوليمبيديا (الإنجليزية)
- كاو يينغ على موقع اللجنة الأولمبية الصينية (الإنجليزية)

- بروفايل الرياضية